# Maximiliano Aberastury
Maximiliano Aberastury (Concepción del Uruguay, 15 de octubre de 1866 - Buenos Aires, 6 de octubre de 1931) fue un médico argentino que se especializó en los problemas de maternidad y la infancia. 
Nacido en Concepción del Uruguay, provincia de Entre Ríos, se radicó en Buenos Aires y obtuvo el doctorado con la tesis Mortalidad de la primera infancia en Buenos Aires. 
Se especializó después en enfermedades de la piel y llegó a ser profesor titular de la Facultad de Medicina. Entre otras obras que cimentaron su fama fueron: Protección de la infancia, Higiene industrial, entre otros. 
Fue fundador de la "Sociedad Dermatológica Argentina", y ocupó varias veces su presidencia. Fue también presidente de la Asociación Médica Argentina.
Fue tío del abogado Pedro Aberastury (1905-2001), y los psicólogos Federico Aberastury (1907-1986) y Arminda Aberastury (1910-1972).